# Dinosauriernas systematik

Dinosauriernas systematik

Dinosauriernas systematik har i olika omgångar beskrivits med start 1842 då Richard Owen etablerade dinosaurie som en distinkt taxon.
Här beskrivs systematiken enligt andra utgåvan av The Dinosauria , en sammanställning gjord av flera experter 2004.

## Saurischia
(Tyrannosaurus/Allosaurus > Triceratops/Stegosaurus)
- Herrerasauria (Herrerasaurus > Liliensternus, Plateosaurus)
  - Herrerasauridae (Herrerasaurus + Staurikosaurus)
- ? Eoraptor lunensis
- Sauropodomorpha (Saltasaurus > Theropoda)
  -  ? Saturnalia tupiniquim
  -  ? Thecodontosauridae
  - Prosauropoda (Plateosaurus > Sauropoda)
    -  ? Thecodontosauridae
    -  ? Anchisauria (Anchisaurus + Melanorosaurus)
      -  ? Anchisauridae (Anchisaurus > Melanorosaurus)
      -  ? Melanorosauridae (Melanorosaurus > Anchisaurus)

    - Plateosauria (Jingshanosaurus + Plateosaurus)
      - Massospondylidae
      - Yunnanosauridae
      - Plateosauridae (Plateosaurus > Yunnanosaurus, Massospondylus)

  - Sauropoda (Saltasaurus > Plateosaurus)
    -  ? Anchisauridae
    -  ? Melanorosauridae
    - Blikanasauridae
    - Vulcanodontidae
    - Eusauropoda (Shunosaurus + Saltasaurus)
      -  ? Euhelopodidae
      - Mamenchisauridae
      - Cetiosauridae (Cetiosaurus > Saltasaurus)
      - Neosauropoda (Diplodocus + Saltasaurus)
        - Diplodocoidea (Diplodocus > Saltasaurus)
          - Rebbachisauridae (Rebbachisaurus > Diplodocus)
          - Flagellicaudata
            - Dicraeosauridae (Dicraeosaurus > Diplodocus)
            - Diplodocidae (Diplodocus > Dicraeosaurus)

        - Macronaria (Saltasaurus > Diplodocus)
          -  ? Jobaria tiguidensis
          - Camarasauromorpha (Camarasaurus + Saltasaurus)
            - Camarasauridae
            - Titanosauriformes (Brachiosaurus + Saltasaurus)
              - Brachiosauridae (Brachiosaurus > Saltasaurus)
              - Titanosauria (Saltasaurus > Brachiosaurus)
                - Andesauridae
                - Lithostrotia (Malawisaurus + Saltasaurus)
                  - Isisaurus colberti
                  - Paralititan stromeri
                  - Nemegtosauridae
                  - Saltasauridae (Opisthocoelicaudia + Saltasaurus)
- Theropoda (Passer domesticus > Cetiosaurus oxoniensis)
  -  ? Eoraptor lunensis
  -  ? Herrerasauridae
  - Ceratosauria (Ceratosaurus nasicornis > Aves)
    -  ? Coelophysoidea (Coelophysis > Ceratosaurus)
      -  ? Dilophosaurus wetherilli
      - Coelophysidae (Coelophysis + Megapnosaurus)

    -  ? Neoceratosauria (Ceratosaurus > Coelophysis)
      - Ceratosauridae
      - Abelisauroidea (Carnotaurus sastrei > C. nasicornis)
        - Abelisauria (Noasaurus + Carnotaurus)
          - Noasauridae
          - Abelisauridae (Abelisaurus comahuensis + C. sastrei)
            - Carnotaurinae (Carnotaurus > Abelisaurus)
            - Abelisaurinae (Abelisaurus > Carnotaurus)

  - Tetanurae (P. domesticus > C. nasicornis)
    -  ? Spinosauroidea (Spinosaurus aegyptiacus > P. domesticus)
      - Megalosauridae (Megalosaurus bucklandii > P. domesticus, S. aegyptiacus, Allosaurus fragilis)
        - Megalosaurinae (M. bucklandii > Eustreptospondylus oxoniensis)
        - Eustreptospondylinae (E. oxoniensis > M. bucklandii)

      - Spinosauridae (S. aegyptiacus > P. domesticus, M. bucklandii, A. fragilis)
        - Baryonychinae (Baryonyx walkeri > S. aegyptiacus)
        - Spinosaurinae (S. aegyptiacus > B. walkeri)

    - Avetheropoda (A. fragilis + P. domesticus)
      - Carnosauria (A. fragilis > Aves)
        -  ? Spinosauroidea
        - Monolophosaurus jiangi
        - Allosauroidea (A. fragilis + Sinraptor dongi)
          - Allosauridae (A. fragilis > S. dongi, Carcharodontosaurus saharicus)
          - Sinraptoridae (S. dongi > A. fragilis, C. saharicus)
          - Carcharodontosauridae (C. saharicus > A. fragilis, S. dongi)

      - Coelurosauria (P. domesticus > A. fragilis)
        - Compsognathidae (Compsognathus longipes > P. domesticus)
        - Proceratosaurus bradleyi
        - Ornitholestes hermanni
        - Tyrannoraptora (Tyrannosaurus rex + P. domesticus)
          - Coelurus fragilis
          - Tyrannosauroidea (T. rex > Ornithomimus velox, Deinonychus antirrhopus, A. fragilis)
            - Dryptosauridae
            - Tyrannosauridae (T. rex + Tarbosaurus bataar + Daspletosaurus torosus + Albertosaurus sarcophagus + Gorgosaurus libratus)
              - Tyrannosaurinae (T. rex > A. sarcophagus)
              - Albertosaurinae (A. sarcophagus > T. rex)

          - Maniraptoriformes (O. velox + P. domesticus)
            - Ornithomimosauria (Ornithomimus edmontonicus + Pelecanimimus polyodon)
              - Harpymimidae
              - Garudimimidae
              - Ornithomimidae

            - Maniraptora (P. domesticus > O. velox)
              - Oviraptorosauria (Oviraptor philoceratops > P. domesticus)
                - Caenagnathoidea (O. philoceratops + Caenagnathus collinsi)
                  - Caenagnathidae (C. collinsi > O. philoceratops)
                  - Oviraptoridae (O. philoceratops > C. collinsi)
                    - Oviraptorinae (O. philoceratops + Citipati osmolskae)

                - Therizinosauroidea (Therizinosaurus + Beipiaosaurus)
                  - Alxasauridae
                  - Therizinosauridae

              - Paraves (P. domesticus > O. philoceratops)
                - Eumaniraptora (P. domesticus + D. antirrhopus)
                  - Deinonychosauria (D. antirrhopus > P. domesticus or Dromaeosaurus albertensis + Troodon formosus)
                    - Troodontidae (T. formosus > Velociraptor mongoliensis)
                    - Dromaeosauridae (Microraptor zhaoianus + Sinornithosaurus millenii + V. mongoliensis)

                  - Avialae (Archaeopteryx + Neornithes)

## Ornithischia
(Iguanodon/Triceratops > Cetiosaurus/Tyrannosaurus)
- ? Lesothosaurus diagnosticus
- ? Heterodontosauridae
- Genasauria (Ankylosaurus + Triceratops)
  - Thyreophora (Ankylosaurus > Triceratops)
    - Scelidosauridae
    - Eurypoda (Ankylosaurus + Stegosaurus)
      - Stegosauria (Stegosaurus > Ankylosaurus)
        - Huayangosauridae (Huayangosaurus > Stegosaurus)
        - Stegosauridae (Stegosaurus > Huayangosaurus)
          - Dacentrurus armatus
          - Stegosaurinae (Stegosaurus > Dacentrurus)

      - Ankylosauria (Ankylosaurus > Stegosaurus)
        - Ankylosauridae (Ankylosaurus > Panoplosaurus)
          - Gastonia burgei
          - Shamosaurus scutatus
          - Ankylosaurinae (Ankylosaurus > Shamosaurus)

        - Nodosauridae (Panoplosaurus > Ankylosaurus)

  - Cerapoda (Triceratops > Ankylosaurus)
    - Ornithopoda (Edmontosaurus > Triceratops)
      -  ? Lesothosaurus diagnosticus
      -  ? Heterodontosauridae
      - Euornithopoda
        - Hypsilophodon foxii
        - Thescelosaurus neglectus
        - Iguanodontia (Edmontosaurus > Thescelosaurus)
          - Tenontosaurus tilletti
          - Rhabdodontidae
          - Dryomorpha
            - Dryosauridae
            - Ankylopollexia
              - Camptosauridae
              - Styracosterna
                - Lurdusaurus arenatus
                - Iguanodontoidea (=Hadrosauriformes)
                  - Iguanodontidae
                  - Hadrosauridae (Telmatosaurus + Parasaurolophus + Corythosaurus)
                    - Telmatosaurus transsylvanicus
                    - Euhadrosauria
                      - Lambeosaurinae
                      - Saurolophinae (=Hadrosaurinae)

    - Marginocephalia
      - Pachycephalosauria (Pachycephalosaurus wyomingensis > Triceratops horridus)
        - Goyocephala (Goyocephale + Pachycephalosaurus)
          - Homalocephaloidea (Homalocephale + Pachycephalosaurus)
            - Homalocephalidae
            - Pachycephalosauridae

      - Ceratopsia (Triceratops > Pachycephalosaurus)
        - Psittacosauridae
        - Neoceratopsia
          - Coronosauria
            - Protoceratopsidae
            - Bagaceratopidae
            - Ceratopsoidea
              - Leptoceratopsidae
              - Ceratopsomorpha
                - Ceratopsidae (Triceratops + Styracosaurus)
                  - Centrosaurinae
                  - Chasmosaurinae